# Th!nk

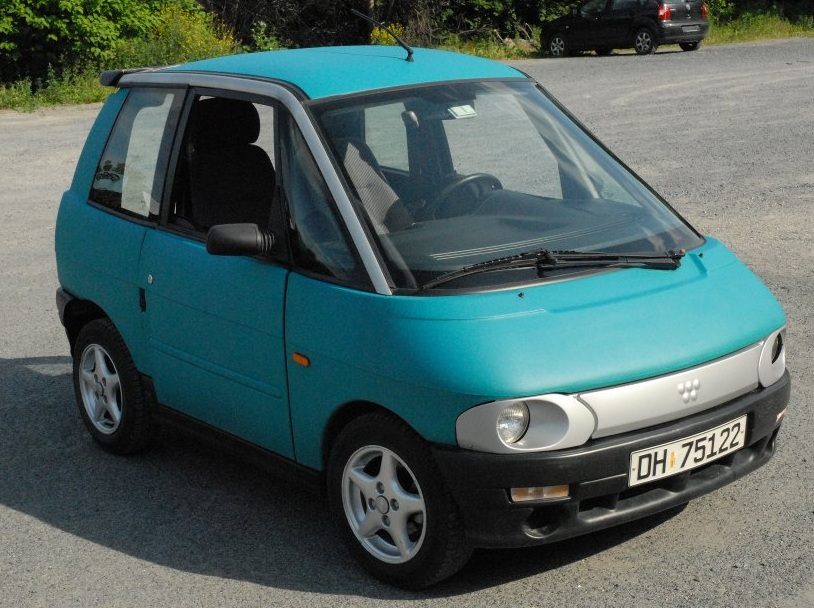
Pivco City Bee

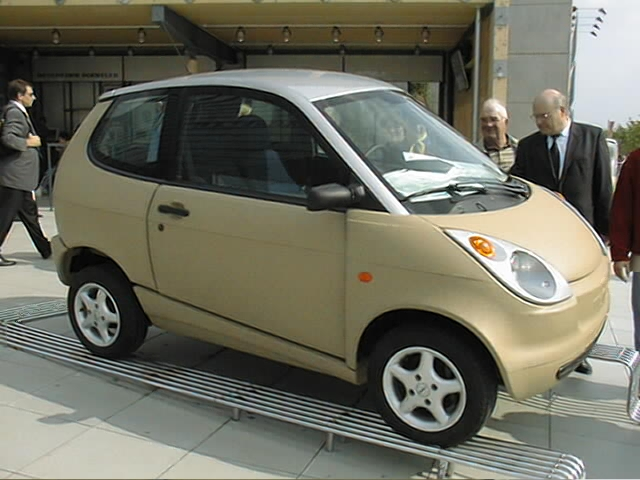
Ford Th!nk

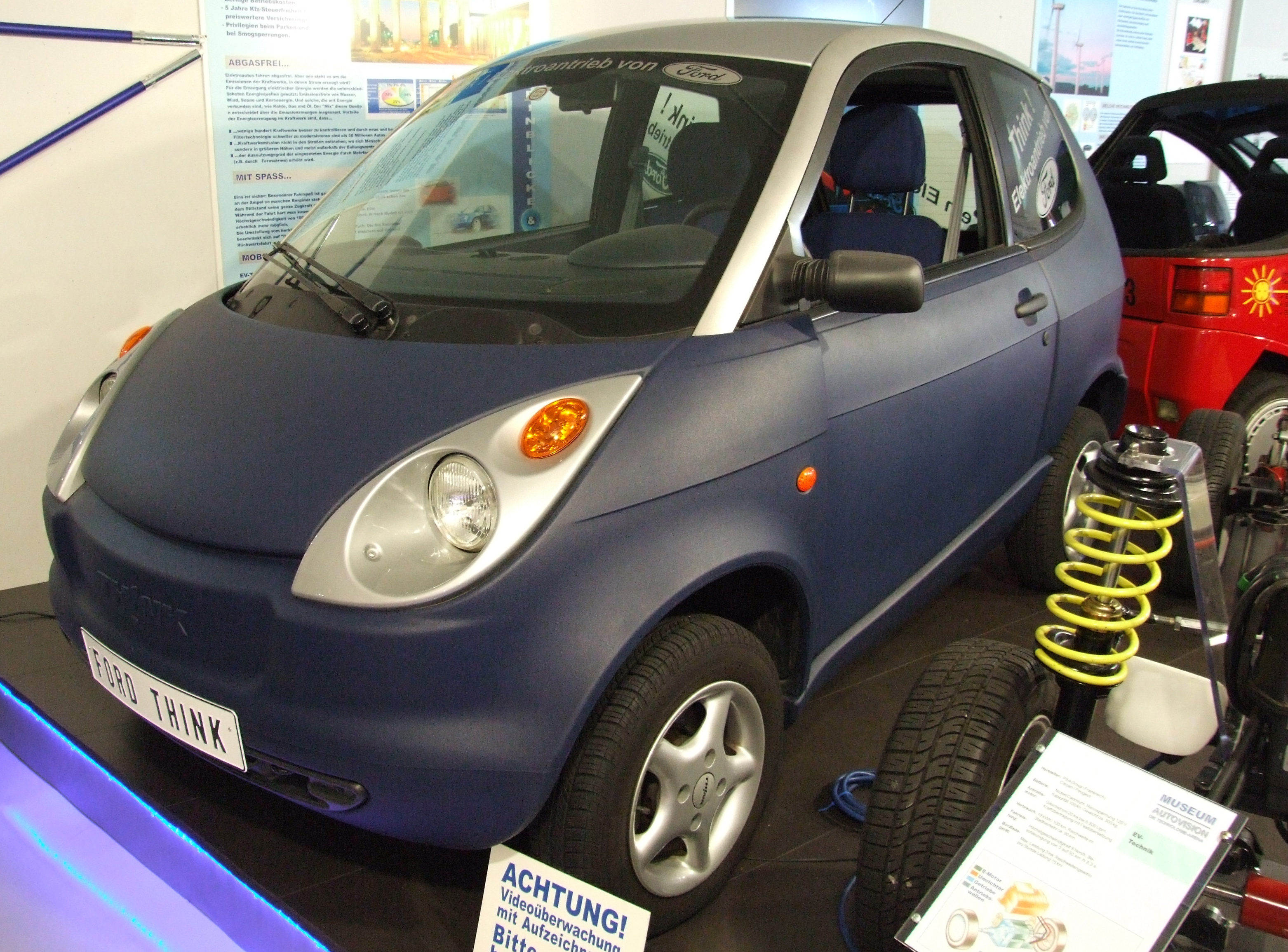
Ford Th!nk w niemieckim muzeum

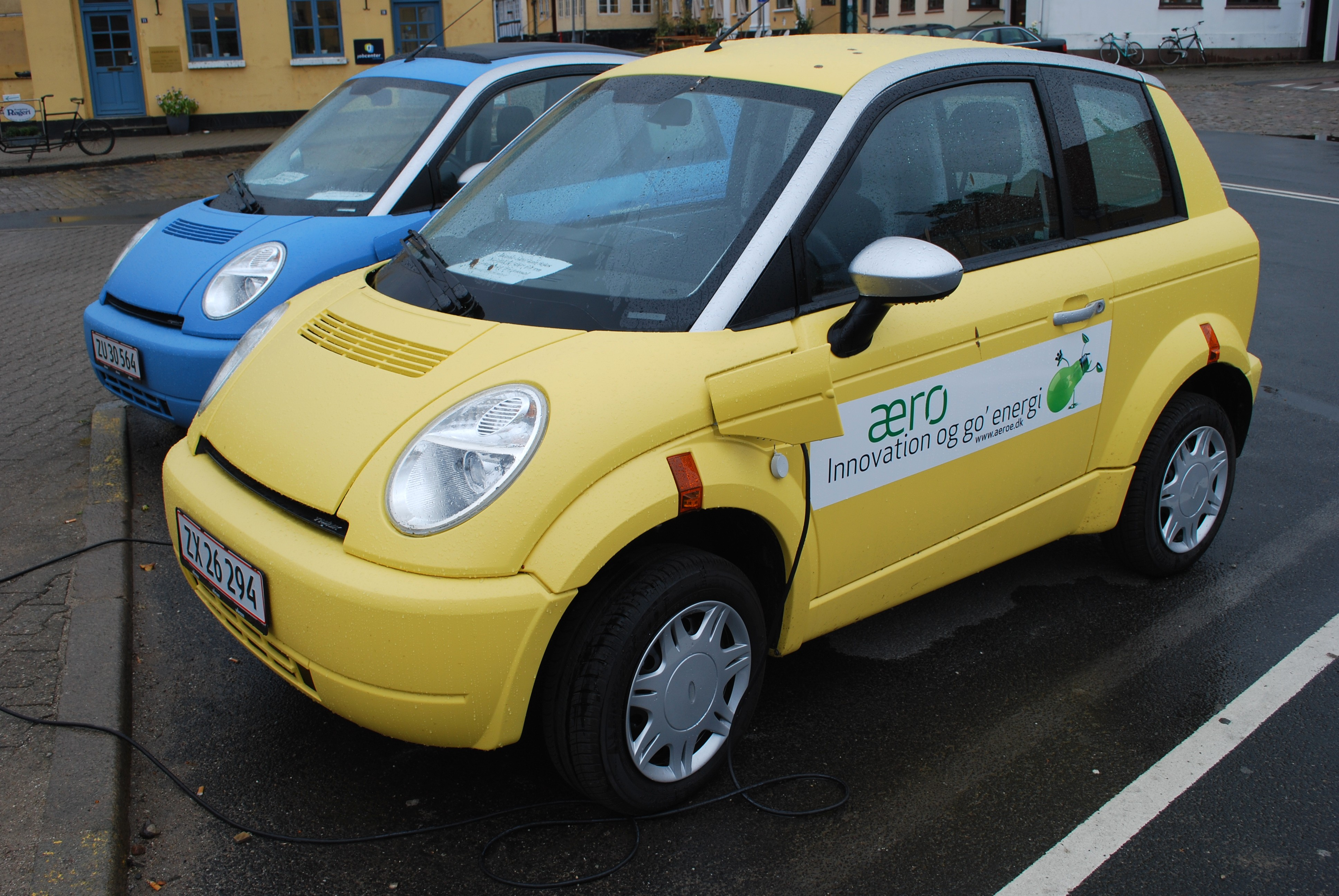
Th!nk City w Danii

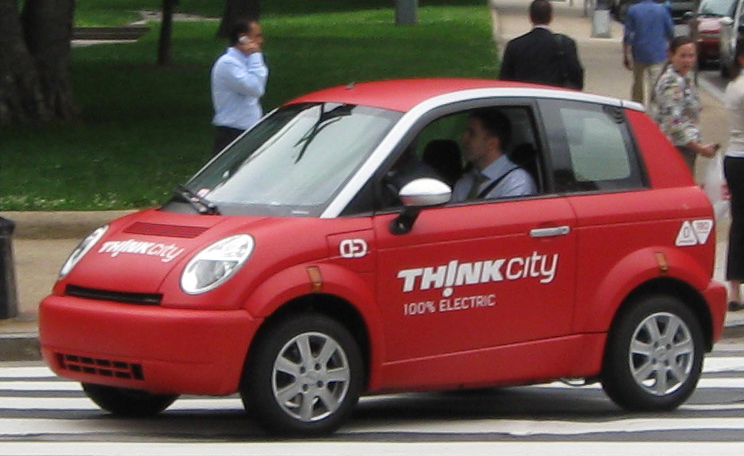
Th!nk City w USA

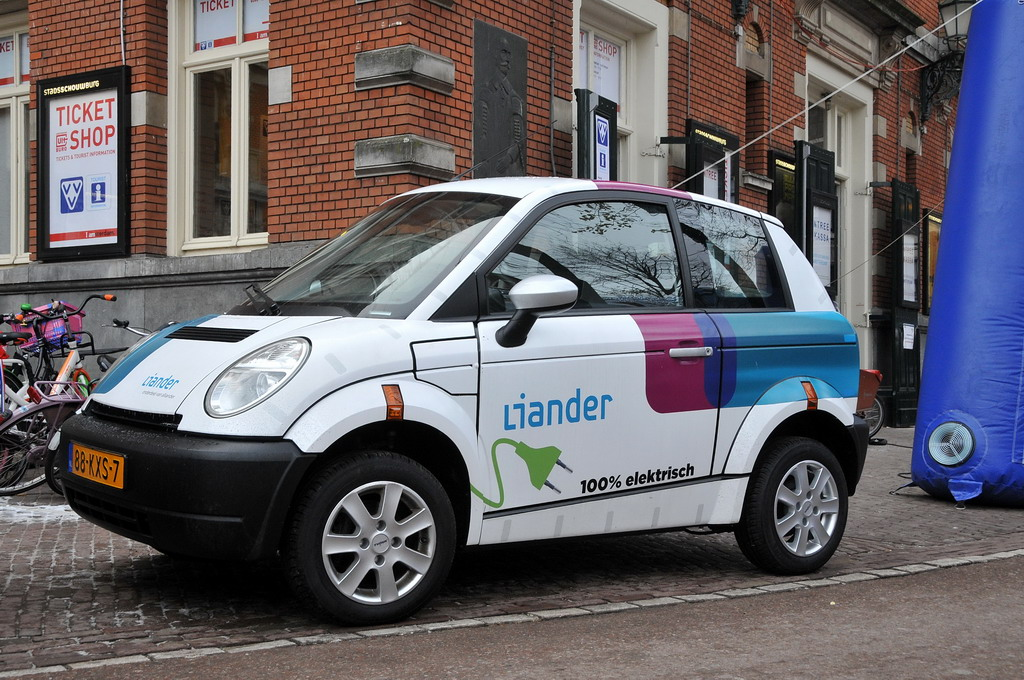
Th!nk City w Holandii

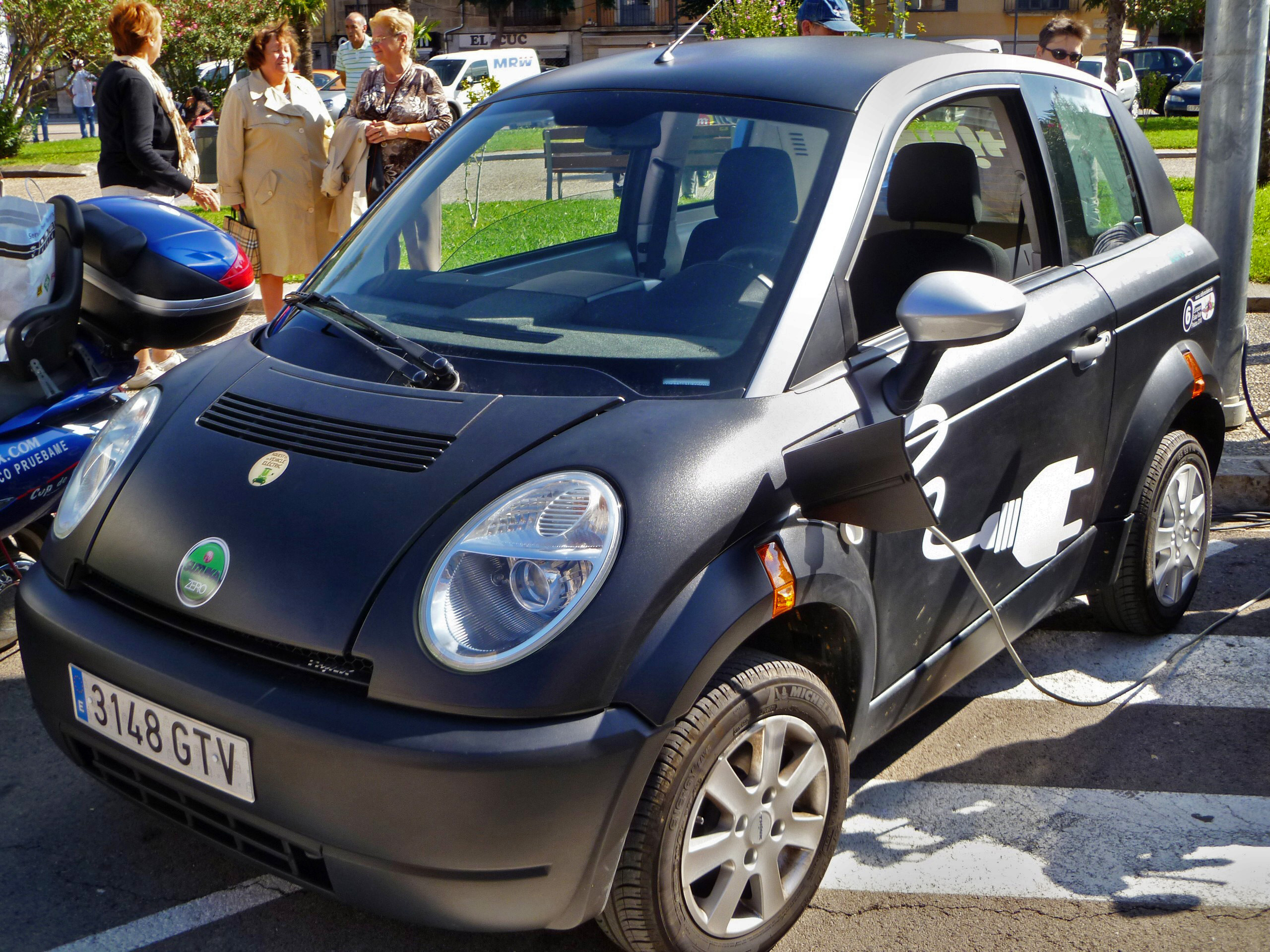
Th!nk City w Hiszpanii

Th!nk – dawny norweski producent elektrycznych mikrosamochodów z siedzibą w Bærum, działający w latach 1991–2012.

## Historia

### Pivco
Historia przedsiębiorstwa rozpoczyna się w 1991 roku, gdy w norweskim mieście Bærum powstała firma Pivco, czerpiąca swoją nazwę od wyrazów Personal Independent Vehicle Co.. Za cel obrano rozwój elektrycznych mikrosamochodów, poczynając od glinianego prototypu PIV2 z 1993 roku, by potem zbudować pełnowartościowe 12 prototypów mikrosamochodu elektrycznego Pivco PIV3, kończąc na wyprodukowaniu w latach 1996–1998 120 sztuk seryjnego modelu City Bee. Pivco pod koniec lat 90. XX stało się wiodącym w Norwegii propagatorem elektromobilności, wysyłając na eksport krótką serię swoich pojazdów także do Stanów Zjednoczonych. Produkcję PIV3 przerwało bankructwo Pivco, które ogłoszone zostało w listopadzie 1998 roku.

### Th!nk Nordic
W styczniu 1999 roku amerykański koncern Ford Motor Company przejął 51% akcji przedsiębiorstwa Pivco, a transakcja wiązała się z przemianowaniem jego nazwy w listopadzie tego samego roku na Th!nk Nordic. Przedsiębiorstwo pod nową nazwą za siedzibę obrało Aurskog-Høland, pełniąc odtąd funkcję oddziału Forda skoncentrowanego na rozwoju samochodów o tzw. alternatywnych źródłach napędu. Zbiegło się to z ukończeniem prac nad nową generacją norweskiego elektrycznego mikrosamochodu PIV4, który z racji partnerstwa z amerykańskim gigantem otrzymał nazwę Ford Th!nk i przez to jeszcze w tym samym roku uruchomiono jego produkcję.
Podczas inauguracji rozpoczęcia montażu pojazdu jesienią 1999 roku w nowo wybudowanych zakładach w Aurskog na wschodnich przedmieściach Oslo brał udział zarówno ówczesny prezes Ford Motor Company Jacques Nasser, jak i ówczesny premier Kjell Magne Bondevik z norweskim monarchą Haraldem V. Ford deklarował wówczas, że wobec swojej norweskiej dywizji ma długoterminowe plany, inwestując w nią 1 miliard dolarów, wprowadzając w fabryce w Aurskog rygorystyczne normy bezpieczeństwa, nakładając minimalne liczby testów działania poszczególnych funkcji pojazdu i modernuzując maszyny dotychczas używane przez dawne Pivco. Roczna produkcja Fordów Th!nk miała wynosić ok. 5000 egzemplarzy.
Ambitne plany amerykańskiego właściciela zweryfikowało rynkowe zainteresowanie, które okazało się wielokrotnie niższe od założeń. W ciągu 2 lat norweskie zakłady Th!nk Nordic opuściło jedynie nieco ponad 1000 egzemplarzy elektrycznego mikrosamochodu. Porażka Forda Th!nk skłoniła amerykański koncern do określenie w 2002 roku technologii samochodów elektrycznych "nieudanym rozwiązaniem", określając je jako zbyt drogie i zbyt trudno dostępne. W zamian, Ford określił zmianę swojego zainteresowania z samochodów elektrycznych na wodorowe i hybrydowe. Krytyczna ocena inwestycji z 1999 roku doprowadziła do sprzedaży Th!nk Nordic nowemu właścicielowi - w lutym 2003 roku 100% akcji przedsiębiorstwa kupiło szwajcarskie Kamkorp Microelectronic. Nie doprowadził on jednak do wznowienia produkcji przez chęć opracowania od podstaw nowego elektrycznego autobusu. Projekt ten jednak nie doczekał się realizacji, między 2002 a 2006 rokiem w norweskich zakładach Th!nk nie powstał żaden pojazd, doprowadając do ponownego banrkuctwa.

### Th!nk Global
W marcu 2006 roku Th!nk ponownie po 7-letniej przerwie stał się firmą o 100% norweskim kapitale po tym, jak kupiło go tutejsze przedsiębiorstwo InSpire. Transakcja ta wiązała się z trzecią i zarazem ostatnią w historii przedsiębiorstwa zmianą nazwy, tym razem na Th!nk Global. Ponowne wznowienie działalności umożliwiło kontynuowanie i sfinalizowanie prac nad elektrycznym mikrosamochodem kolejnej generacji, tym razem rozwijanego pod kodem PIV5 i po raz pierwszy pod norweską marką jako Th!nk City. Produkcja pojazdu oficjalnie zainaugurowana została w 2007 roku, by dwa lata później zakończyć ją w Norwegii i zlecić zewnętrznemu partnerowi – fińskiej firmie Valmet Automotive z portowego miasta Uusikaupunki. 
W 2008 roku rozpoczęto ekspansję na pierwsze zagraniczne rynki – najpierw kraje Europy Zachodniej z Wielką Brytanią włącznie. W 2010 roku norweska firma ogłosiła z kolei plan rozpoczęcia produkcji w Stanach Zjednoczonych z myślą o rynku Ameryki Północnej. W międzyczasie, na salonie samochodowym Geneva Motor Show 2008 przedstawiono prototyp Th!nk Ox, po raz pierwszy realizujący koncepcję 5-drzwiowego hatchbacka. Pojazd osiągał prędkość maksymalną 135 km/h, a do 100 km/h rozpędzał się w 8,5 s. Ważył 1500 kg, a przy tym mógł zabrać 5 pasażerów. Zasięg pojazdu w podstawowej wersji miał wynosić około 200 km, jednak projekt nigdy nie doczekał się realizacji.

### Bankructwo
W marcu 2011 roku Think zaprzestał produkcji samochodów, a w czerwcu 2011 roku ogłosił bankructwo – po raz czwarty w ciągu 20 lat. W lipcu 2011 roku przedsiębiorstwo zostało wykupione przez Electric Mobility Solutions AS i kontynuowało produkcję pojazdów do sierpnia 2012 roku. Wówczas, po 21 latach rynkowej obecności norweskie samochody elektryczne zniknęły z rynku, a próby budowy lokalnego przemysłu motoryzacyjnego po trwających od lat 30. XX wieku próbach podejmowanych przez różne firmy ostatecznie dobiegły końca bez powodzenia. Masa upadłościowa w 2012 roku wykupiona została przez rosyjskich nabywców, którzy nie zdecydowali się na wznowienie działalności Th!nk oraz dalsze rozwijanie projektu.
W 2018 roku kolekcja 54 samochodów Pivco i Th!nk z różnych lat produkcji i w różnym etapie montażu została wyprowadzona z jednej ze stodół na norweskiej prowincji i przetransportowana ciężarówkami do muzeum transportu drogowego w Lillehammer.

## Modele samochodów

### Historyczne
- Pivco City Bee (1996–1998)
- Ford Th!nk (1999–2002)
- Th!nk City (2007–2012)

### Studyjne
- Th!nk Open (2008)
- Th!nk Ox (2009)